# Frankeniaceae
Famille
Classification APG III (2009)
La famille des Frankeniaceae est constituée de plantes dicotylédones ; elle comprend de 10 à 90 espèces réparties en 1 à 4 genres.
Ce sont des sous-arbrisseaux ou des plantes herbacées, pérennes, des zones arides ou salées, largement répandus dans les régions tempérées et subtropicales.

## Étymologie
Le nom de Frankeniaceae a été créé en l'honneur du médecin et botaniste suédois Johan Frankenius (1590–1661).

## Liste des genres
Selon Angiosperm Phylogeny Website (3 mai 2010) et NCBI (3 mai 2010) :
- genre Frankenia

Selon le Angiosperm Phylogeny Website le genre Frankenia inclut, aujourd'hui, les plantes des genres Anthobryum, Beatsonia, Hypericopsis et Niederleinia.

Selon DELTA Angio (3 mai 2010) :
- genre Frankenia
- genre Hypericopsis
- genre Anthobryum
- genre Niederleinia

Selon ITIS (3 mai 2010) :
- genre Frankenia  L.

## Liste des espèces
Selon NCBI (3 mai 2010) :
- genre Frankenia
  - Frankenia corymbosa
  - Frankenia hirsuta
  - Frankenia jamesii
  - Frankenia johnstonii
  - Frankenia laevis
  - Frankenia pauciflora
  - Frankenia persica
  - Frankenia pulverulenta
  - Frankenia salina
  - Frankenia serpyllifolia